# Antrozoologija
Antrozoologija je veja etnobiologije, ki preučuje interakcije med ljudmi in drugimi živalmi. Je interdisciplinarno področje, ki se prekriva z antropologijo, etnologijo, medicino, psihologijo, socialnim delom, veterino in zoologijo. Glavni poudarek antrozooloških raziskav je kvantifikacija pozitivnih učinkov odnosov med ljudmi in živalmi na eno ali drugo stran in preučevanje njihovih medsebojnih odnosov.
Znanstveniki s področja antrozoologije, kot je Pauleen Bennett, priznavajo pomanjkanje znanstvene pozornosti, namenjene živalim v preteklosti ter odnosom med ljudmi in živalmi, zlasti v luči živalskih predstav, simbolizma, živalskih zgodb in njihove dejanske fizične prisotnosti v družbi. Namesto enotnega pristopa področje trenutno sestavlja več metod, ki so prilagojene več sodelujočim disciplinam, da bi zajele odnose med človekom in nečloveškimi živalmi ter da bi prišlo do razvoja metod sui generis.